# Eryngium baldwinii
Eryngium baldwinii är en flockblommig växtart som beskrevs av Spreng.. Eryngium baldwinii ingår i släktet martornar, och familjen flockblommiga växter. Inga underarter finns listade i Catalogue of Life.